# Гора Трезубец
Трезубец — вершина на Северном Урале высотой в 1204,5 м, входит в состав Главного Уральского Хребта.

## Географическое положение
Гора Трезубец расположена на границе Североуральского городского округа Свердловской области и Красновишерского городского округа Пермского края, в составе Главного Уральского Хребта, в 22 километрах к югу-юго-западу от горы Гумбольдта. Гора высотой в 1204,5 метра, на склоне которой протекает исток реки Большой Сосьвы.

## Описание
Зона леса (до 850 метров) покрыта пихтово-еловыми лесами с кедром, выше — луговая и тундровая растительность, каменные россыпи и скальные выходы. Коэффициент сложности горы − 1А.